# クリス・ウォンドロウスキ
クリストファー・エリオット・ウォンドロウスキ（Christopher Elliott Wondolowski, 1983年1月28日 - ）は、アメリカ合衆国・カリフォルニア州ダンビル出身の元サッカー選手、元アメリカ代表。現役時代のポジションはセンターフォワード。
メジャーリーグサッカーの現フィールドプレーヤー最多得点記録保持者。

## 人物
先住民族の一つであるカイオワの生まれである母と、ポーランド系アメリカ人である父との間に生まれる。父方の祖父は7歳の時に家族とともにワルシャワからアメリカへ移住した。
また、父のジョンは少年サッカーの指導者であり、弟のスティーブン（en）とマシューもサッカーをしていた。特にスティーブンはクリスと同じくMLSでプレーするプロサッカー選手でヒューストン・ダイナモ時代は同僚だったが、2009年に引退し、サンノゼ・アースクエイクスの下部組織で指導者をしている。

## 経歴

### プロ入り前
3兄弟の長男として生まれたウォンドロウスキは、カリフォルニア州ダンビルの東北東に位置するディアブロを拠点とするディアブロ・バリー・サッカークラブ（DVSC）と父のジョンが指導するマスタング・サッカーリーグで中学までプレーした後、コンコードにあるデラサール高校へ進学して2001年にノースコースト・セレクションで優勝した。また、高校まではサッカー以外にも陸上競技、野球、バスケットボールで活動しており、野球では中学時代に内野手としてサン・ラモン・バレー・リトルリーグのオールスターに選出され、高校時代は後のMLB外野手クリス・カーターと一緒だった。サッカーに集中するために野球とバスケットボールの道を断念するも、中距離走の選手になる夢を諦めきれずにサッカーと並行し続けてUCLAから興味を持たれる程に活躍を示していたが、その後、サッカー部の監督から大学で陸上競技をするのかどうかの確認のために呼び出された際に「真の情熱はサッカーであり、それを手放すことは出来ない」と感じ、サッカー1本に絞ることを決意した。
大学時代は、カリフォルニア州立大学チコ校から奨学金を提供され進学すると、84試合39得点と傑出した記録を残し、在学した4年間連続でカリフォルニア大学体育協会の1軍に選出されたのみならず、2003年にはCCAA選手権の優勝に貢献したことでオールアメリカンの2軍に選出されている。その在学中の活躍が評価され、2013年にNCAA2部の40周年を記念したトリビュートチームに選出された。また、大学サッカーで活動する傍ら、2004年には4部相当のメンズ・プレミアサッカーリーグを戦うチコ・ルークス（en）でプレーしており、17得点10アシストを記録して優勝に貢献し、リーグのオールスターに選出された。

### クラブ

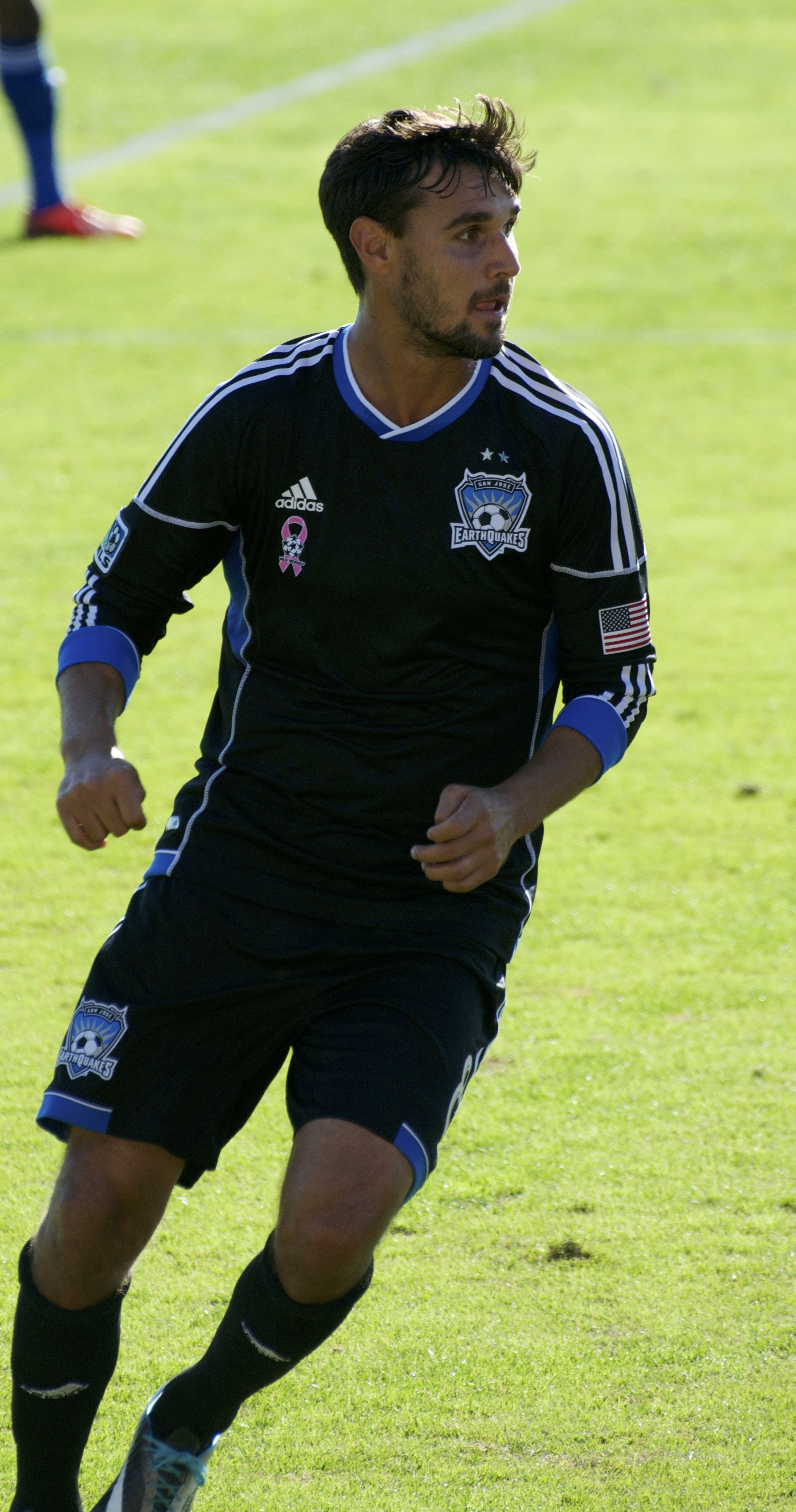
2013年のFCダラス戦でのウォンドロウスキ

2005年の補足ドラフトで全体の41番目にサンノゼ・アースクエイクスに指名され入団。トップチームでは、リーグ戦で僅か2試合に出場したのみに終わったが、リザーブリーグでは12試合8得点を挙げて得点王となった。
2006年シーズンはアースクエイクスの同僚と共にヒューストン・ダイナモへ移籍。この年もリザーブチームが主戦場となり11試合13得点を記録する中、2006年8月30日のシカゴ・ファイアー戦でMLSでの初得点を挙げると、最終的に敗退するCFパチューカとのCONCACAFチャンピオンズカップ準決勝では、2007年3月15日の第1戦でキャリア2得点目を挙げた。2009年5月16日のニューヨーク・レッドブルズ戦でリーグ創設以来通算7000得点目を記録した。
2009年6月にカム・ウィーヴァー（en）とのトレードでサンノゼ・アースクエイクスに復帰し、途中加入ながら例年より出場機会を増やして14試合3得点を記録した。翌2010年シーズンは、前半戦だけで6得点を挙げる活躍を見せ、後半戦も着実に得点数を伸ばしていく中で9月25日のトロントFC戦でハットトリックを達成すると、10月20日のチーヴァスUSAで2度目のハットトリックを達成する等、それまでの5シーズンで僅か7得点しか挙げられなかったウォンドロウスキがついにブレイクを果たし、最終的に26試合18得点で得点王に輝いてチームを2008年にMLS参加してから初となるプレーオフ進出に導いた。そのプレーオフでは、カンファレンス・セミファイナルのニューヨーク・レッドブルズとの第2戦で2試合合計2-2の中、決勝点を挙げてカンファレンス・ファイナル進出に貢献した。
2011年シーズンは、3月27日のFCダラス戦で試合開始5分にクロスボールをボックス内で受け、胸のトラップから素早く回転してボレーシュートを放ち、相手GKケヴィン・ハートマン（en）に仕事をさせずに先制点を挙げると、23分にセットプレーから追加点を挙げてシーズン早々から2得点を挙げる活躍を見せ、最終的にドウェイン・デ・ロサリオと並んでリーグ最多の16得点を挙げた。しかし、MLSでは得点数で同点の場合にアシスト数で決着をつけることとなっており、デ・ロサリオが12アシスト、ウォンドロウスキが3アシストのために得点王のタイトル獲得とはならなかった。
2012年シーズン開幕前の2月にサンノゼ・アークスクエイクと契約を延長し、例年以上にハイペースで得点を挙げる活躍からMLSオールスターゲームに選出されると、その際にNBCスポーツのドキュメンタリー番組MLS 36の対象となりオールスターが開催されるフィラデルフィアへの到着の場面や試合中が撮影された。肝心の試合は、ティエリ・アンリのクロスをジョン・テリーが処理する最中に詰め寄ってクリアを防ぎ、テリーが躓く隙を逃さずにボールを奪取してそのまま先制点を挙げると、素晴らしい一連の動作から、ハーフタイム中にテリーから賛辞を送られ、まさに自分にとって悪夢だったと言わしめるほどだった。10月6日のコロラド・ラピッズ戦で自身のキャリア4度目となるハットトリックを達成してクラブの通算最多得点記録数を62得点に塗り替える等、得点を重ねていった結果、最終的にロイ・ラシター（en）が保持するシーズン最多得点記録に並ぶ27得点を挙げて2シーズンぶりの得点王のタイトルを獲得するのみならず、圧倒的な評価を得てMVPにも選出された。
2021年シーズン終了後、現役引退をした。

### 代表
2010年シーズンのクラブでの活躍を受け、シーズンオフにアメリカ代表の強化合宿に招集され、3週間の合宿を経て、2011年1月22日にカーソンのスタブハブ・センターでのチリとの親善試合で代表飾ると、5月23日には2011 CONCACAFゴールドカップへ臨むメンバーにも選出され、3試合に出場した。
2013年7月5日にサンディエゴのクアルコム・スタジアムでのグアテマラとの親善試合で代表初得点を記録し、それから4日後の7月9日に2013 CONCACAFゴールドカップのベリーズ戦で前半の内にハットトリックを達成した。なお、同試合ではユニフォームネームに"Wondowlowski"と"w"が一つ余分についた、ミススペルのユニフォームでプレーした。その後の大会では、続くキューバ戦で2得点を挙げており、以後の試合で得点を挙げることは出来なかったが、最終的に5得点で同胞のランドン・ドノバン、パナマ代表のガブリエル・トーレス（en）と共に得点王に輝いた。2014年2月1日に韓国との親善試合で2得点を挙げ、自身の通算得点数を伸ばした。

## 個人記録

### クラブ
| クラブ                     | シーズン | リーグ | リーグ | プレーオフ | プレーオフ | カップ | カップ | リーガ | リーガ | CL   | CL   | 通算 | 通算 |
| クラブ                     | シーズン | 出場   | 得点   | 出場       | 得点       | 出場   | 得点   | 出場   | 得点   | 出場 | 得点 | 出場 | 得点 |
| -------------------------- | -------- | ------ | ------ | ---------- | ---------- | ------ | ------ | ------ | ------ | ---- | ---- | ---- | ---- |
| サンノゼ・アースクエイクス | 2005     | 2      | 0      | 0          | 0          | 1      | 0      | -      | -      | -    | -    | 3    | 0    |
| ヒューストン・ダイナモ     | 2006     | 6      | 1      | 0          | 0          | 3      | 1      | -      | -      | -    | -    | 9    | 2    |
| ヒューストン・ダイナモ     | 2007     | 16     | 1      | 0          | 0          | 1      | 0      | 1      | 0      | 3    | 1    | 21   | 2    |
| ヒューストン・ダイナモ     | 2008     | 8      | 0      | 0          | 0          | 0      | 0      | 2      | 0      | 6    | 2    | 16   | 2    |
| ヒューストン・ダイナモ     | 2009     | 7      | 2      | -          | -          | 0      | 0      | -      | -      | 0    | 0    | 7    | 2    |
| ヒューストン・ダイナモ     | 通算     | 37     | 4      | 0          | 0          | 4      | 1      | 3      | 0      | 9    | 3    | 53   | 8    |
| サンノゼ・アースクエイクス | 2009     | 14     | 3      | -          | -          | 0      | 0      | -      | -      | -    | -    | 14   | 3    |
| サンノゼ・アースクエイクス | 2010     | 28     | 18     | 3          | 1          | 1      | 0      | -      | -      | -    | -    | 32   | 19   |
| サンノゼ・アースクエイクス | 2011     | 30     | 16     | -          | -          | 2      | 0      | -      | -      | -    | -    | 32   | 16   |
| サンノゼ・アースクエイクス | 2012     | 32     | 27     | 2          | 0          | 1      | 0      | -      | -      | -    | -    | 35   | 27   |
| サンノゼ・アースクエイクス | 2013     | 29     | 11     | -          | -          | 1      | 0      | -      | -      | 5    | 2    | 35   | 13   |
| サンノゼ・アースクエイクス | 2014     | 26     | 14     | -          | -          | -      | -      | -      | -      | -    | -    | 26   | 14   |
| サンノゼ・アースクエイクス | 2015     | 31     | 16     | -          | -          | 1      | 2      | -      | -      | -    | -    | 32   | 18   |
| サンノゼ・アースクエイクス | 2016     | 30     | 12     | -          | -          |        |        |        |        |      |      |      |      |
| サンノゼ・アースクエイクス | 通算     | 220    | 117    | 5          | 1          |        |        |        |        |      |      |      |      |
| 通算                       | 通算     | 259    | 121    | 5          | 1          |        |        |        |        |      |      |      |      |

## 代表歴

### 出場大会
- アメリカ代表
  - 2014 FIFAワールドカップ

### 試合数
- 国際Aマッチ 35試合 11得点（2011年-2016年）[38]

| アメリカ代表 | 国際Aマッチ | 国際Aマッチ |
| 年           | 出場        | 得点        |
| ------------ | ----------- | ----------- |
| 2011         | 5           | 0           |
| 2012         | 3           | 0           |
| 2013         | 9           | 6           |
| 2014         | 8           | 3           |
| 2015         | 6           | 1           |
| 2016         | 4           | 1           |
| 通算         | 35          | 11          |

### 得点
| #   | 日時          | 場所         | 相手       | スコア | 結果 | 大会                        |
| --- | ------------- | ------------ | ---------- | ------ | ---- | --------------------------- |
| 1.  | 2013年7月5日  | サンディエゴ | グアテマラ | 3–0    | 6–0  | 親善試合                    |
| 2.  | 2013年7月9日  | ポートランド | ベリーズ   | 1–0    | 6–1  | 2013 CONCACAFゴールドカップ |
| 3.  | 2013年7月9日  | ポートランド | ベリーズ   | 2–0    | 6–1  | 2013 CONCACAFゴールドカップ |
| 4.  | 2013年7月9日  | ポートランド | ベリーズ   | 3–1    | 6–1  | 2013 CONCACAFゴールドカップ |
| 5.  | 2013年7月13日 | サンディ     | キューバ   | 3–1    | 4–1  | 2013 CONCACAFゴールドカップ |
| 6.  | 2013年7月13日 | サンディ     | キューバ   | 4–1    | 4–1  | 2013 CONCACAFゴールドカップ |
| 7.  | 2014年2月1日  | カーソン     | 韓国       | 1–0    | 2–0  | 親善試合                    |
| 8.  | 2014年2月1日  | カーソン     | 韓国       | 2–0    | 2–0  | 親善試合                    |
| 9.  | 2014年4月2日  | グレンデール | メキシコ   | 2–0    | 2–2  | 親善試合                    |
| 10. | 2015年7月3日  | ナッシュビル | グアテマラ | 4–0    | 4–0  | 親善試合                    |
| 11. | 2016年10月7日 | ハバナ       | キューバ   | 0–1    | 0–2  | 親善試合                    |

## タイトル

### クラブ
ヒューストン・ダイナモ
- MLSカップ：2006, 2007

サンノゼ・アースクエイクス
- サポーターズ・シールド：2012

### 代表
- CONCACAFゴールドカップ：2013

### 個人
- メジャーリーグサッカー得点王（英語版）：2010, 2012
- MLSベストイレブン：2010, 2011, 2012
- メジャーリーグサッカー最優秀選手賞（英語版）：2012
- CONCACAFゴールドカップ 得点王：2013